# Mahé (Índia)
Mahé, (മാഹി em língua malaiala, ou மாஹேem língua tamil), cujo nome oficial é Mayyazhi (മയ്യഴി), é uma pequena cidade (9 km²) encravada no estado de Kerala, na costa de Malabar, na Índia, que faz parte do território de Puducherry (anteriormente Pondicherry).
O seu nome colonial provém de Bertrand François Mahé de La Bourdonnais, um militar e político francês que a tomou dos britânicos, em 1724.